# Гаршаген, Карл Эмануэль Леберехт
Карл Эмануэль Леберехт Гаршаген(нем. Carl Imanuel Leberecht Garschagen, варианты написания Emanuel, Imanuel, Lebrecht, творческий псевдоним Лееб (Leeb)) (18 сентября 1873, Зигбург — ок 1938) — немецкий художник голландского происхождения. Основатель особняка, получившего название Облачная земля и принадлежащий в настоящее время Амстердамскому лицею.

## Биография
Карл Гаршаген родился 18 декабря 1873 года в Зигбурге, Пруссия, в семье лютеранского пастора Эмануэля Леберехта Гаршагена и Франциски Матильды Фриды Хайдер.
Вскоре после рождения его отец получает назначение в лютеранскую общину Неймеген в Нидерландах, где с 1874 по 1908 год проходит детство и становление художника. Он изучает историю искусств и около 1900 года пишет «Das Rathaus zu Nymwegen: Eine kunsthistorische Studie», художественно-исторический трактат, посвященный ратуше Неймегена XVI века.
В 1908 году Эмануэль Леберехт Гаршаген выходит на пенсию и в 1910 году семья возвращается в Пруссию. Карл Гаршаген изучает теологию в Базеле и Цюрихе,
однако, выбирает профессию художника.
В апреле 1914 года он вместе со своей матерью и одной из сестер поселяется в Зеддаме. В начале Первой мировой войны Карл Гаршаген уклоняется от военной службы. В результате лишается Прусского гражданства и в 1919 году переезжает в Нидерланды приняв её подданство.

## Облачная земля
Гаршаген ищет место для проживания.
В 1919 году, очарованный местными видами, строит небольшой дом в одном километре к юго-востоку от Бека, где и поселяется вместе с матерью и сестрой.
Выбранный участок идеально располагался, посреди леса Хеттенхилл на высокой точке, откуда открывается красивый вид долины рек Эйссел и Рейн.
Он пишет пейзажи, на которых преобладают изображения окрестностей, преимущественно в пасмурную погоду с нависшими облаками.
По этой причине особняк получает название «Облачная земля».
В сентябре 1921 года Гаршаген продает дом Эмме Брантсен — дочери мэра Angerlo и возвращается в Германию, поселяясь в Лауренсберге, неподалеку от голландской границы. В последующем, многократно перестроенный дом, переходит в собственность Амстердамскому лицею.
Последнее упоминание о художнике относится к 1938 году, когда ему повторно было возвращено нидерландское подданство.

## Творчество
Гаршаген известен своими облачными пейзажам, изображавшими природу окрестностей Монтферланда. Некоторые работы подписаны псевдонимом Leeb. Большинство его работ не сохранилось. Многие были утеряны в результате постоянных переездов или уничтожены в результате пожара Облачной земли.
Его картина представлена в региональном музее Лиемерса в Зевенаре. Это, свойственный ему пейзаж с видом на Хюльсенберг в Монферланде, созданный во время проживания в Облачной земле.
Кроме пейзажей он писал портреты и натюрморты, предпочтительно на охотничью тематику под влиянием традиционной голландской школы.
В замке Huis Bergh хранилась, выполненная Гаршагеном для владельцев замка, полноразмерная копия портрета Вильгельма Оранского работы Антонио Моро, написанного около 1555 года. Оригинал находится в Museumslandschaft Hessen Kassel. Портрет датируется приблизительно 1925 годом.
Известны портреты друзей Гаршагена: Хендрика Паса, одного из его соседей, написанный, вероятно, к его 80-летнему юбилею в 1915 году, пожилой женщины возможно Гертруды Шенинг (Geetruida Schenning).

## Галерея работ

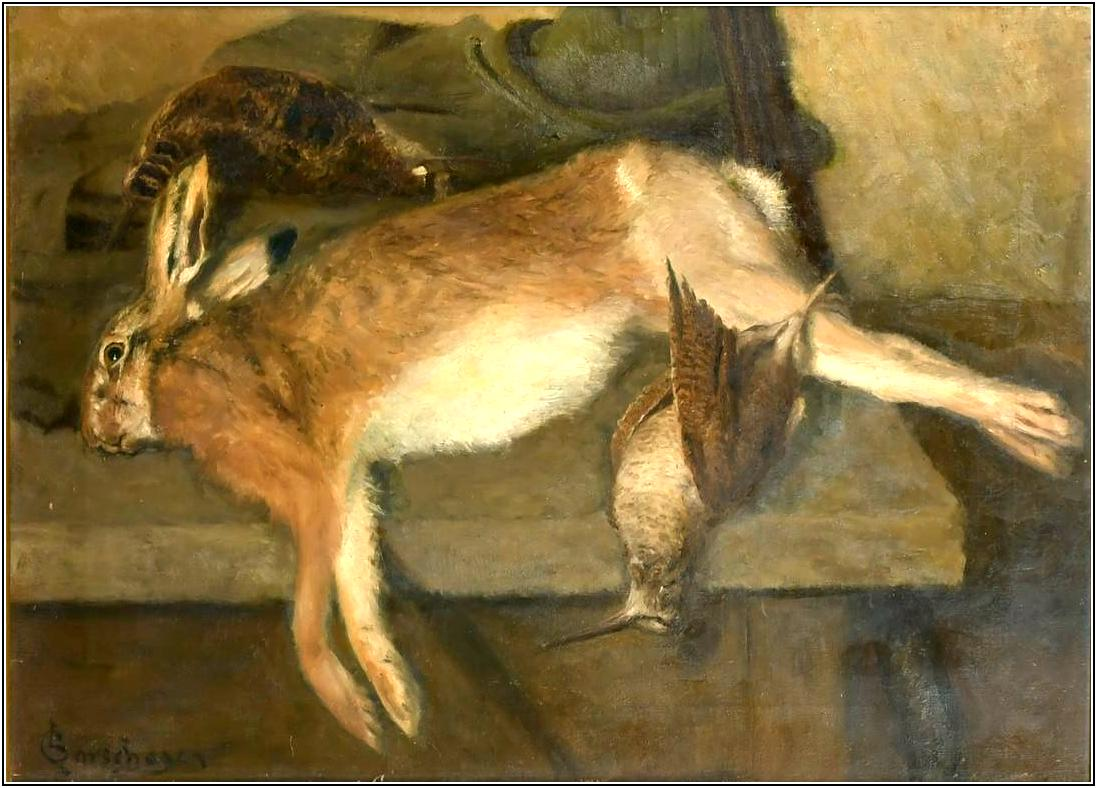
Охотничий натюрморт. ок. 1900
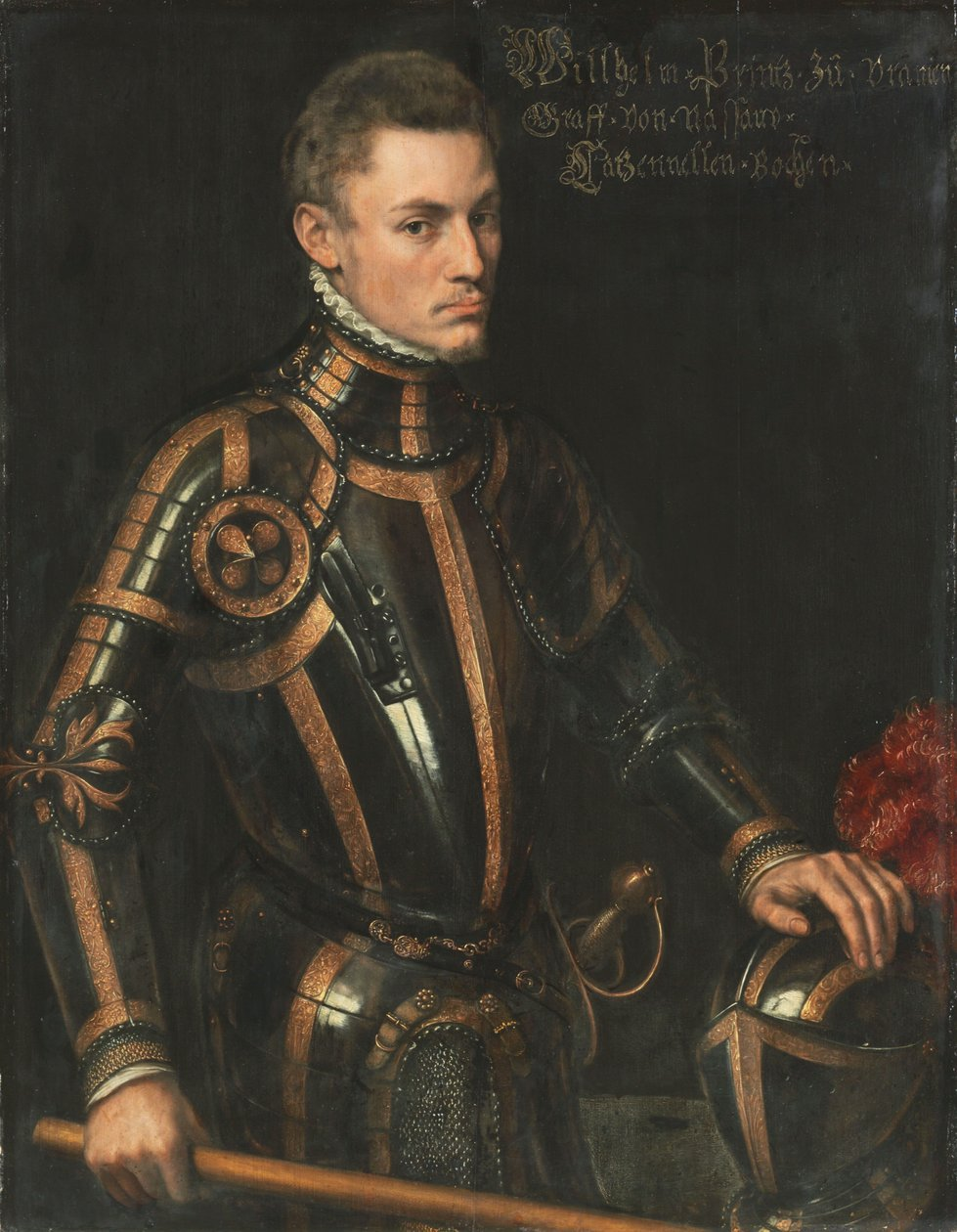
Вильгельм I Молчаливый. Копия после Антониса Мора (1519–1575)
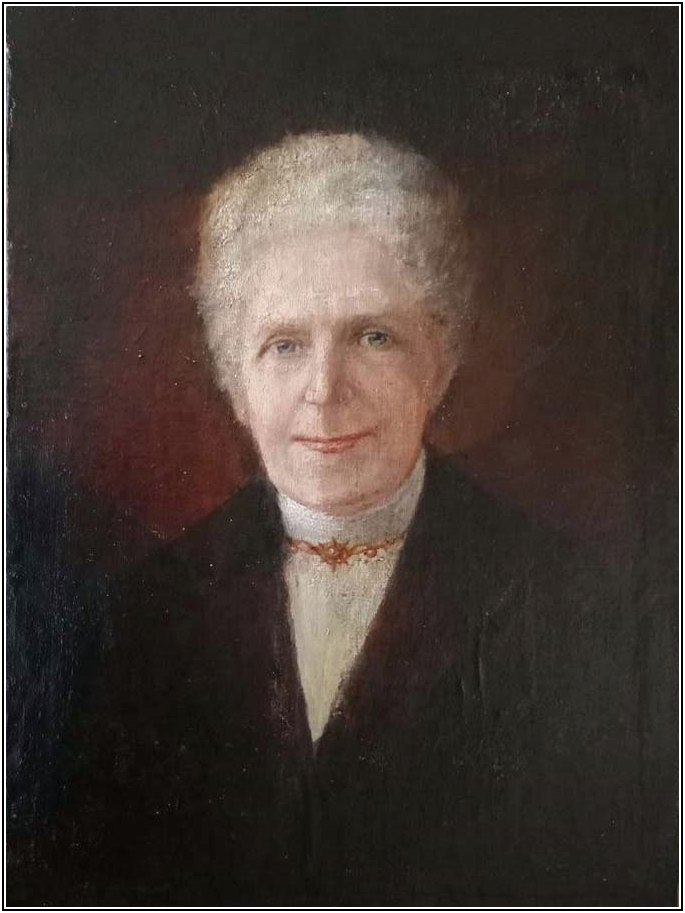
Карл Гаршаген — Портрет пожилой женщины, ок. 1900.
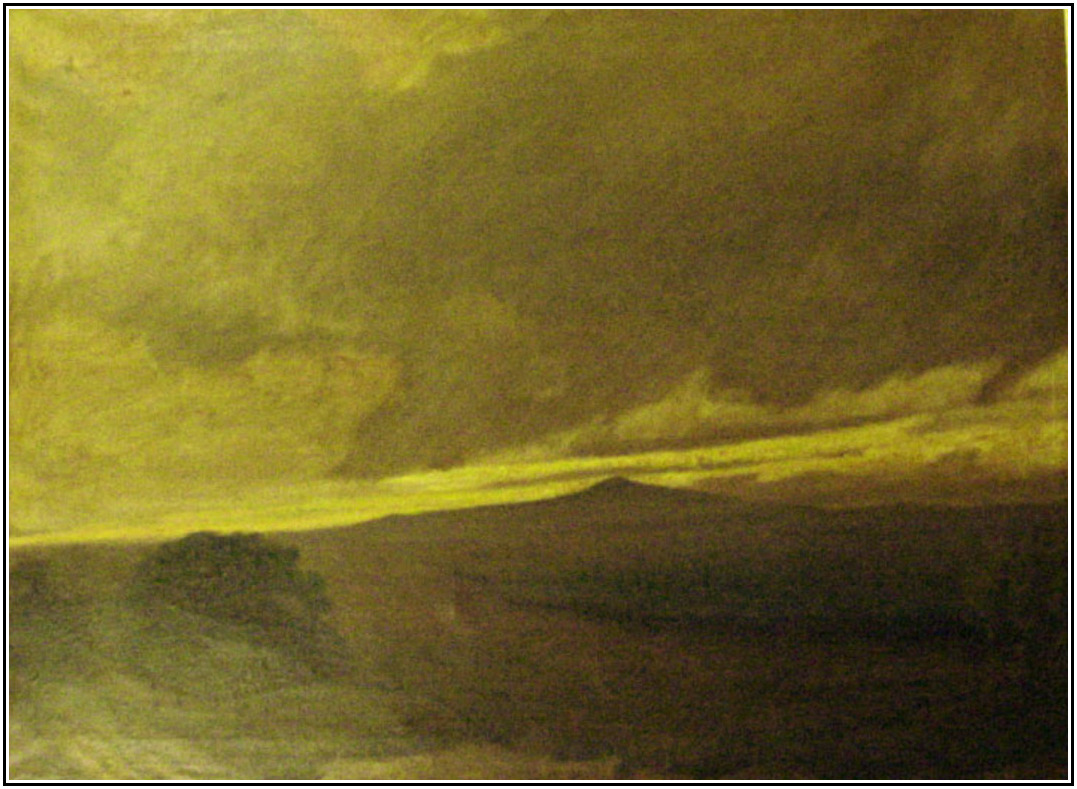
«Вид на Хульсенберг в Монферланде», Облачная земля ок. 1920.